# Johann Georg Sprengel
Johann Georg Sprengel (* 1. November 1863 in Kassel; † 23. Dezember 1947  in Frankfurt am Main) war ein deutscher Lehrer und Germanist.

## Leben und Wirken
Sprengel besuchte das Friedrichsgymnasium (Kassel) bis 1881. Während seines Studiums wurde er 1881 Mitglied der Landsmannschaft Hasso-Guestfalia Marburg. Nach der Marburger Dissertation 1890 (in lateinischer Sprache) war er mehrere Jahre Lehrer u. a. in Belgien und in Roßleben und von 1901 bis 1924 Oberlehrer am Lessinggymnasium in Frankfurt am Main. 1924 wurde er vorzeitig, 1929 endgültig pensioniert.
Er entwickelte maßgeblich das Konzept der Deutschkunde und war 1912 einer der Hauptbegründer des Deutschen Germanistenverbandes. Eng arbeitete er mit dem Hochschullehrer Friedrich Panzer zusammen. 1920 war er an der Reichsschulkonferenz beteiligt.

## Veröffentlichungen
- Handbuch der Deutschkunde: Führer zu deutscher Schulerziehung / Hrsg. von Wilhelm Schellberg u. Johann Georg Sprengel, Diesterweg, Frankfurt am Main
- Der Staatsgedanke in der deutschen Dichtung vom Mittelalter bis zur Gegenwart, Berlin 1933